# Giovanni Bramucci
Giovanni Bramucci (Civitavecchia, 1946. november 15. – Civitavecchia, 2019. szeptember 26.) olimpiai bronzérmes olasz kerékpárversenyző.

## Pályafutása
Az 1968-as mexikóvárosi olimpián országúti csapatversenyben bronzérmet szerzett társaival. Az 1968-as imolai világbajnokságon szintén harmadik helyezést ért el ugyan ebben a versenyszámban.

## Sikerei, díjai
Országúti csapatverseny
- Olimpiai játékok
  - bronzérmes: 1968, Mexikóváros
- Világbajnokság
  - bronzérmes: 1968